# Талиця (Казахстан)
Тали́ця (каз. Талица) — село у складі Жанасемейського району Абайської області Казахстану. Входить до складу Озерського сільського округу.
Населення — 539 осіб (2021; 482 у 2009, 538 у 1999, 677 у 1989).
Національний склад станом на 1989 рік:
- росіяни — 56 %
- казахи — 22 %